# Bảo tàng Sukiennice
Phòng trưng bày Nghệ thuật Ba Lan của thế kỷ 19 ở Sukiennice (tiếng Ba Lan: Galeria Sztuki Polskiej XIX wieku w Sukiennicach), là một đơn vị của Bảo tàng quốc gia, Kraków, Ba Lan. Phòng trưng bày được đặt ở tầng trên của Hội trường vải Kraków (Cloth Hall) phong cách Phục Hưng nằm ở trung tâm của Quảng trường Chợ Chính ở Phố cổ Kraków.
Phòng trưng bày tổ chức triễn lãm cố định lớn nhất về hội họa và điêu khắc Ba Lan thế kỷ 19, với bốn phòng trưng bày lớn. Phần lớn của bộ sưu tập hiện nay tại Sukiennice là các quà tặng từ các nhà sưu tập, các nghệ sĩ và gia đình của họ.

## Lịch sử của bộ sưu tập

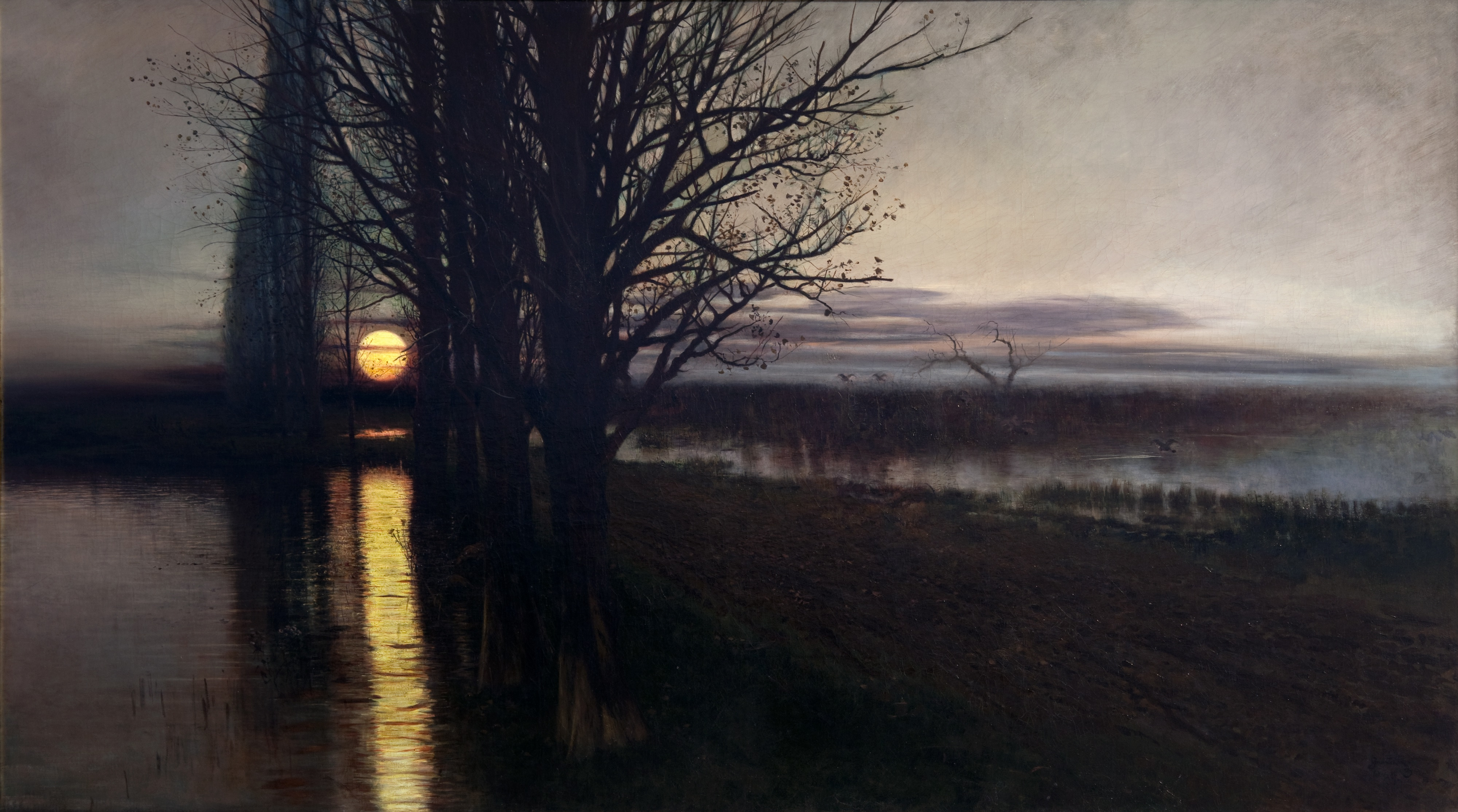
Wschód księżyca (Trăng lên) của Stanisław Masłowski, 1884

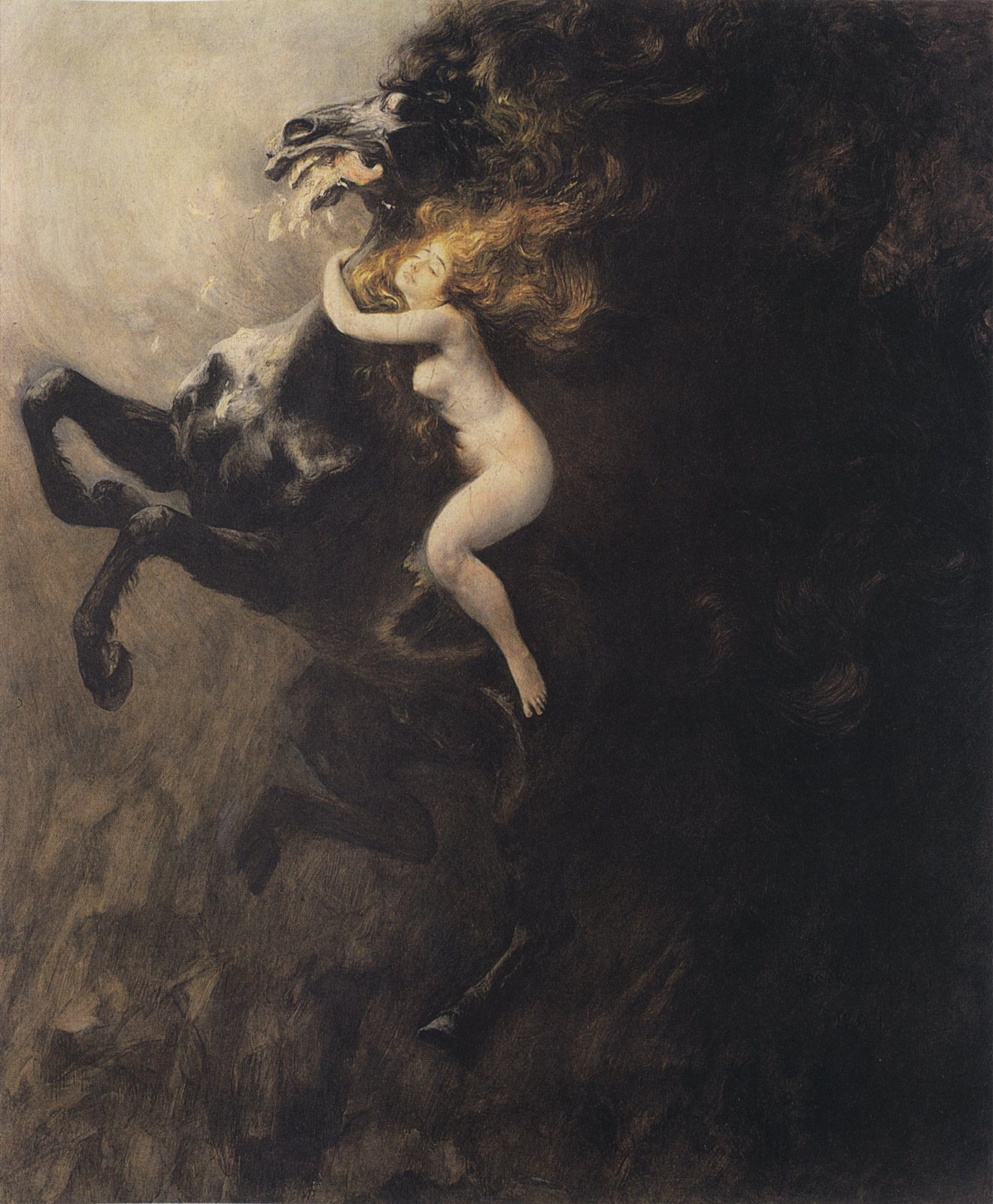
Szał uniesień (Cuồng điên) của Władysław Podkowiński, 1894

Bảo tàng quốc gia, Kraków được thành lập ngày 7 tháng 10 năm 1879 theo nghị định của Chính quyền địa phương ở Kraków sau hai năm khôi phục Hội trường vải Kraków (Cloth Hall) dưới sự hướng dẫn chỉ đạo của Thị trưởng Mikołaj Zyblikiewicz. Tại buổi lễ ngày 3 tháng 10 năm 1879 đã thông báo rằng nghệ sĩ Henryk Siemiradzki đã trao bức tranh lớn của mình có tên gọi Những ngọn đuốc của Nero (Pochodnie Nerona) như một món quà cho thành phố, với dự định thành lập một chi nhánh mới của phòng trưng bày quốc gia tại tòa nhà. Bảo tàng mới đã bầu Władysław Łuszczkiewicz, Hiệu trưởng của Học viện Mỹ thuật làm giám đốc đầu tiên. Bảo tàng là một địa điểm văn hóa lớn kể từ khi mở cửa. Bộ sưu tập nơi đây nhanh chóng tăng lên về số lượng trong thời gian bị ngoại quốc phân chia, với các khoản quyên góp tự phát của các tầng lớp thượng lưu địa phương cũng như từ chính các nghệ sĩ.
Đến cuối những năm 1930, bộ sưu tập của bảo tàng lên đến gần 300,000 hiện vật. Danh sách các nhà bảo trợ dài thêm, bao gồm nhiều gia đình quý tộc. Năm 1920, Bảo tàng có được hơn 15,000 hiện vật từ nhà sưu tập Feliks Manggha Jasieński, phù hiệu áo giáp Dołęga. Việc xây dựng Trụ sở mới của Bảo tàng đương đại nằm ở số 3 đường Maja được bắt đầu năm 1934. Toàn bộ hiện vật từ thời cổ đại đến hiện đại đều được chuyển về đây.
Phòng trưng bày đóng cửa không đón khách từ tháng 10 năm 2006 đến năm 2009 cho đợt cải tạo lớn; phần lớn các bộ sưu tập của phòng trưng bày được chuyển về Lâu đài Niepołomice để trưng bày tạm thời. Bảo tàng mở cửa trở lại vào năm 2010 với các thiết bị kỹ thuật mới, phòng lưu trữ, các không gian dịch vụ cũng như cải thiện bố cục theo chủ đề trưng bày, tạo nên một cái nhìn bao quát hơn về nghệ thuật của Ba Lan thời bấy giờ.

## Bố trí
Bố trí của phòng trưng bày giống với một cuộc triễn lãm tranh của thế kỷ 19. Mỗi phòng trong bốn khán phòng triển lãm lớn được xác định theo thời kỳ lịch sử và chủ đề thường xoay quanh một bức tranh trung tâm mở rộng ra toàn bộ giai đoạn nghệ thuật.
Phòng Bacciarelli
Phòng Khai sáng hay còn gọi là Phòng Bacciarelli, đặc trưng với các chân dung phong cách Baroque thời kỳ sau, Rococo, và cổ điển thế kỷ 18 của triều đình Stanisław August cũng như các bức tranh lịch sử và các cảnh chiến đấu của người Ba Lan và nước ngoài thời tiền La Mã; đáng chú ý nhất là các tác phẩm của Marcello Bacciarelli, Josef Grassi, Giambattista Lampi, Per Krafft, Józef Pitschmann, Aleksander Orłowski, Franciszek Smuglewicz, Michał Stachowicz, Kazimierz Wojniakowski và các nghệ sĩ khác.
Phòng Michałowski
Phòng Piotr Michałowski còn được gọi là Phòng của Chủ nghĩa lãng mạn hay thời kỳ nổi loạn gồm các tác phẩm của Artur Grottger và các cảnh chiến đấu của riêng Michałowski với bức "Somosierra" nổi tiếng cũng như các tranh của "The Cardinal" (Đức Hồng Y), "Seńko" và các bức chân dung trên lưng ngựa. Các nghệ sĩ khác gồm có Henryk Rodakowski, Jan Nepomucen Głowacki – cha đẻ của trường phái vẽ phong cảnh của Ba Lan, Józef Simmler và Aleksander Józef Płonczyński.
Phòng Siemiradzki
Phòng Henryk Siemiradzki với chủ đề Vòng quanh Học viện với kiệt tác Nero’s Torches (Những ngọn đuốc của Nero) được trưng bày một cách nổi bật, đây là một món quà của nghệ sĩ Siemiradzki vốn đã nổi tiếng trên thế giới, tặng cho Bảo tàng, được vẽ khoảng năm 1876. Chủ đề triển lãm của phòng xoay quanh nghệ thuật cuối thế kỷ 19; các cảnh thần thoại và kinh thánh, các sự kiện lịch sử lớn, chủ đề độc lập, tranh phong cảnh và tĩnh vật. Các nghệ sĩ nổi bật gồm Jan Matejko, Wojciech Gerson, Jacek Malczewski, Tadeusz Ajdukiewicz cũng như Władysław Łuszczkiewicz, Henryk Rodakowski và các nghệ sĩ khác. Sau đợt bảo tồn lớn năm 2007, bức tranh panorama lịch sử Thần phục Phổ của Matejko cũng được trưng bày nổi bật ở đây.
Phòng Chełmoński
Phòng Józef Chełmoński còn được gọi là Phòng của Chủ nghĩa hiện thực, Trường phái ấn tượng và Trường phái tượng trưng Ba Lan; căn phòng dành cho các xu hướng mới của nghệ thuật Ba Lan cuối thế kỷ 19 với các tranh phong cảnh và thể loại, tranh chân dung, cảnh chiến đấu và cảnh trong nước của các họa sĩ hàng đầu của phong trào Ba Lan trẻ, đáng chú ý có Chełmoński với tác phẩm Xe bốn ngựa (Czwórka, tranh tả cảnh), Maksymilian và Aleksander Gierymski, Józef Pankiewicz, và Leon Wyczółkowski (họa sĩ nổi bật của trường phái ấn tượng); các tranh của Wojciech Gerson, Julian Fałat, Adam Chmielowski, Stanisław Masłowski ("Trăng lên")  và Józef Brandt, cũng như bức Mê hoặc hay Cuồng điên khổ lớn và gây nhiều tranh cãi (1894, tranh tả cảnh) của Władysław Podkowiński và nhiều họa sĩ khác. Trường phái tượng trưng được đại diện bởi tác phẩm nghệ thuật của Jacek Malczewski.
Điêu khắc
Các tác phẩm điều khắc bao gồm "Gladiator" (Đấu sĩ) của Pius Weloński, "Salome" của Walery Gadomski, "Perseus With the Head of Medusa" (Perseus với đầu của Medusa) của Piotr Wójtowicz, "Bacchante" của Teodor Rygier – tác giả của Đài tưởng niệm Adam Mickiewicz được trang hoàng ngay lối vào của Bảo tàng, phía đông Quảng trường chính Kraków; "Sadness" (U sầu) của Antoni Pleszowski, "Napoleon on Horseback" (Napoléon trên lưng ngựa) của Piotr Michałowski và "A Slav Breaking Chains" (Người Slav phá gông xích) của Stanisław Lewandowski. Trong số các tác phẩm điêu khắc chân dung trong bộ sưu tập của Bảo tàng, có chân dung tự họa của Piotr Michałowski, "Mickiewicz Awaking the Genius of Poetry" (Mickiewicz thức tỉnh Thiên tài thơ ca) của Antoni Kurzawa, "Portrait of Aleksander Gierymski" (Chân dung Aleksander Gierymski) của Antoni Madeyski, "Instigations of Love" (Sự xúi giục của ái tình) của Wiktor Brodzki, "After a Bath" (Sau khi tắm) của Piotr Wójtowicz và "Greyhound" của Antoni Madeyski.

## Các phòng chủ đề

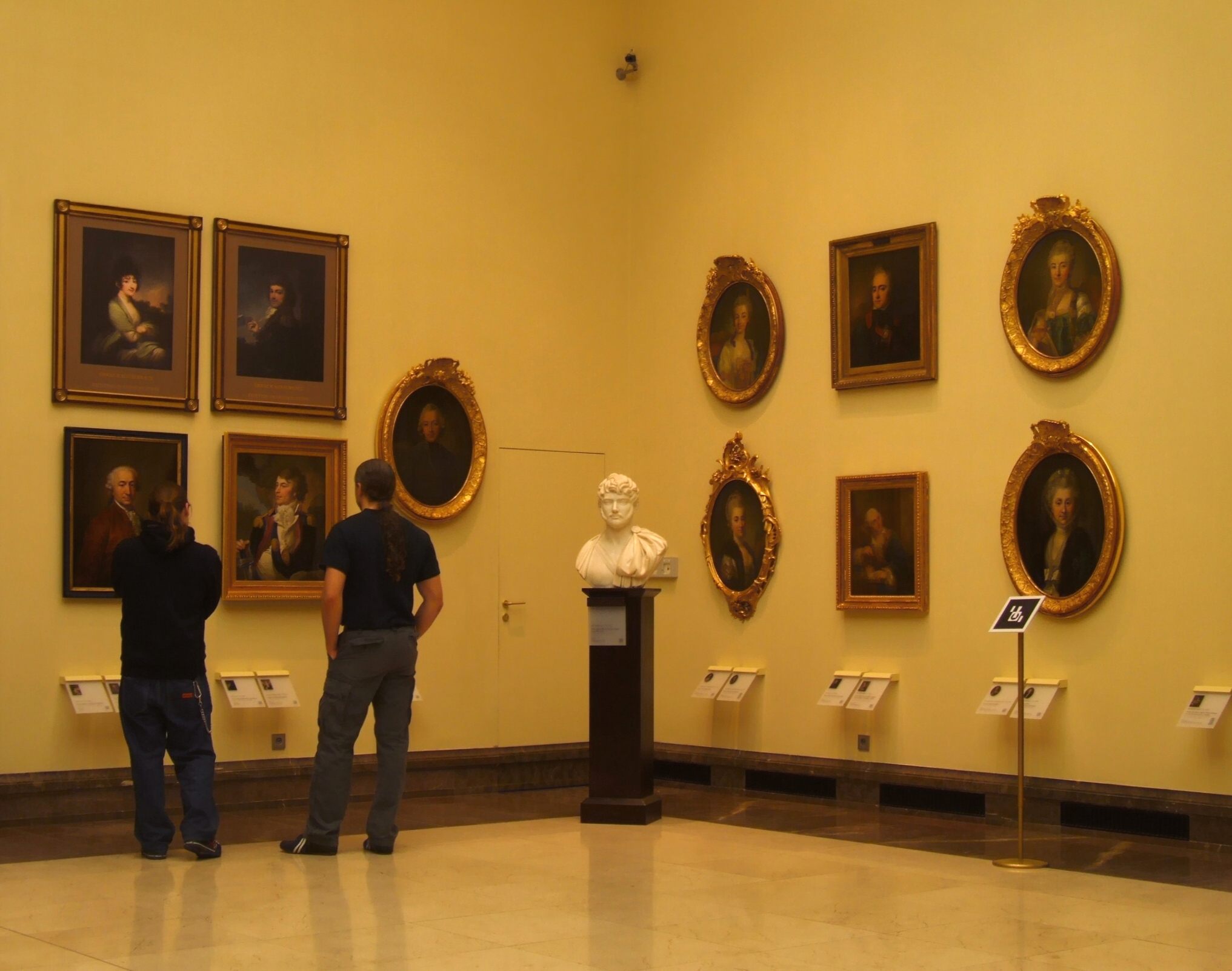
Phòng Bacciarelli
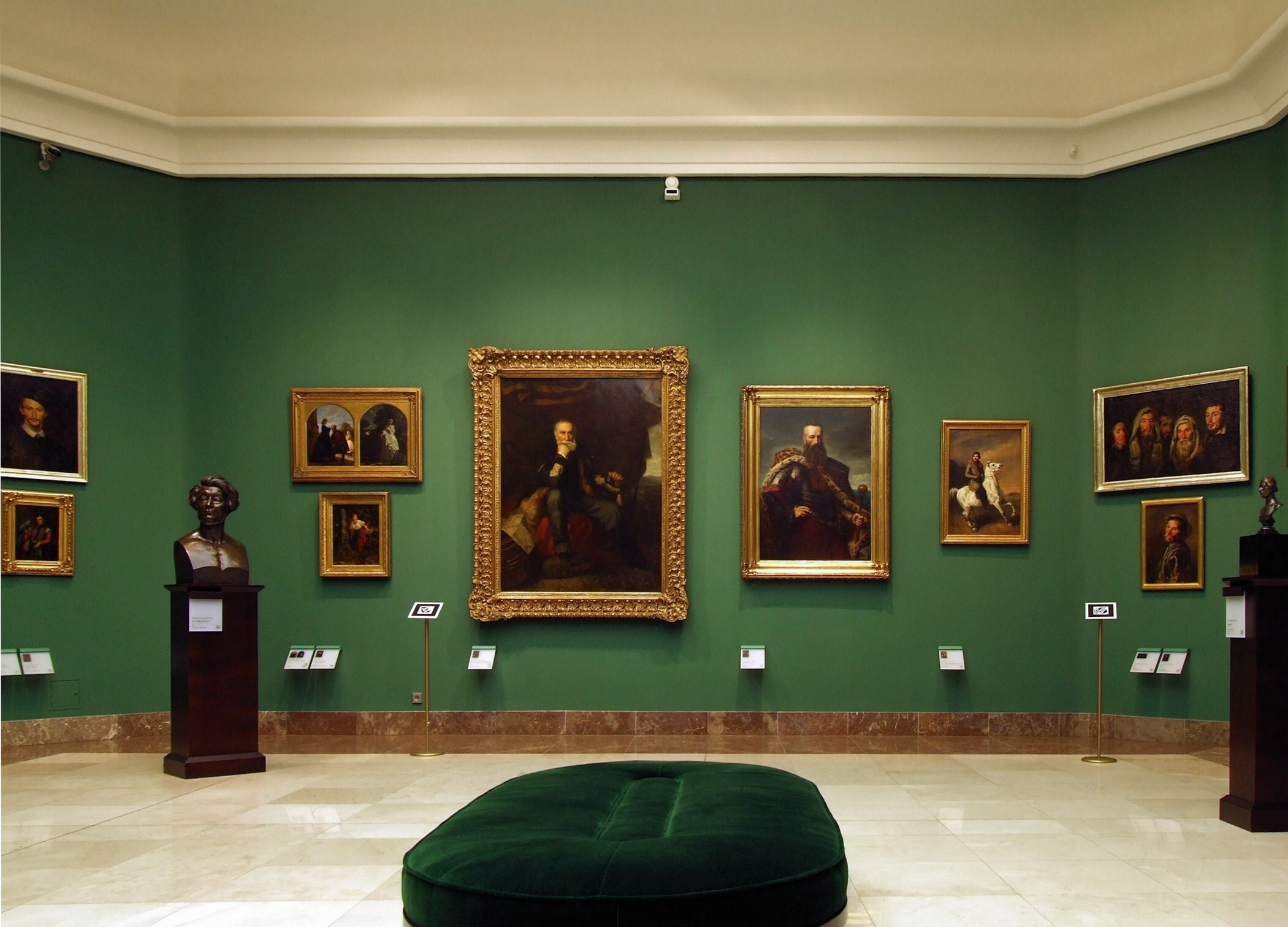
Phòng Michałowski
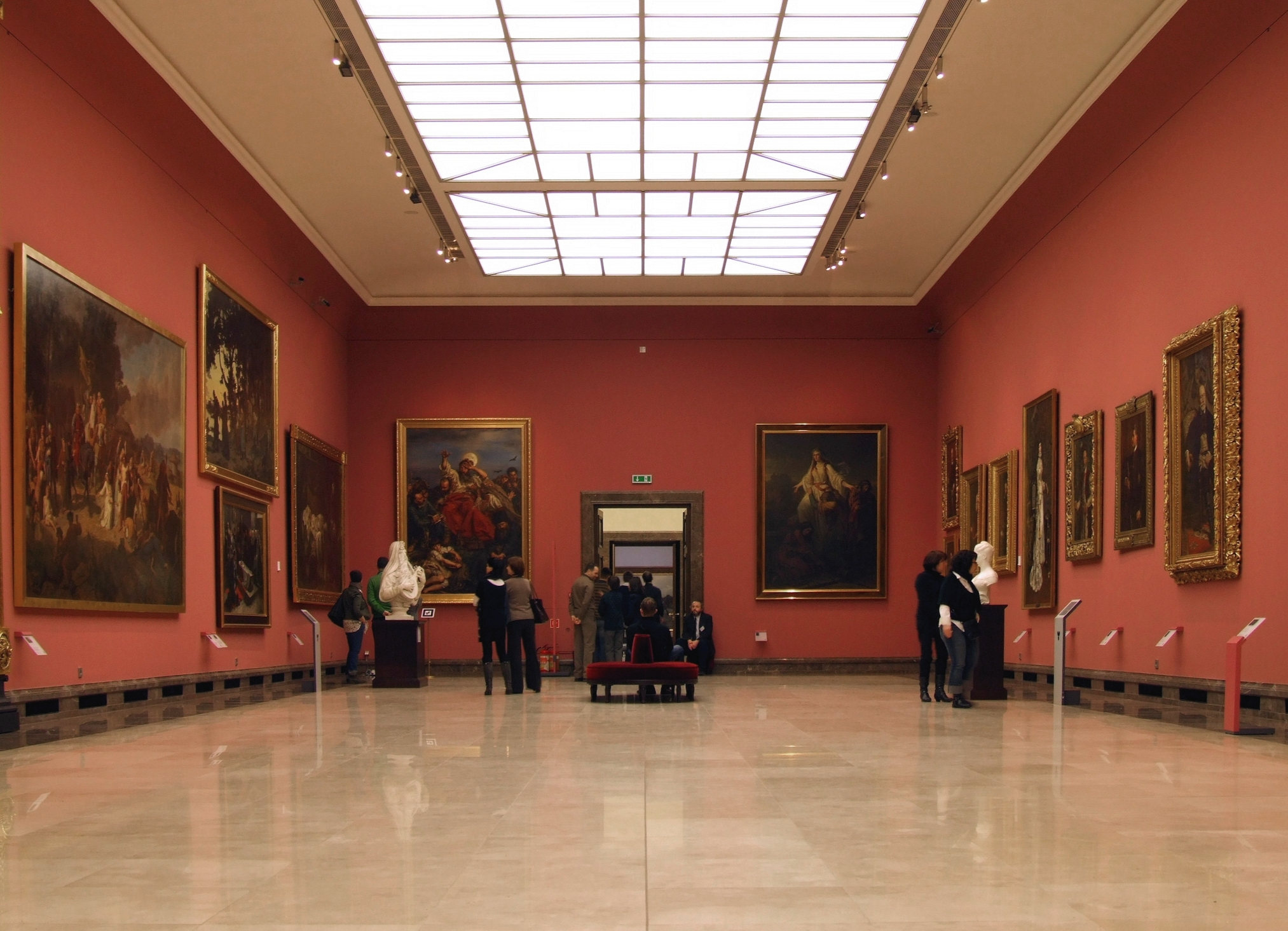
Phòng Siemiradzki
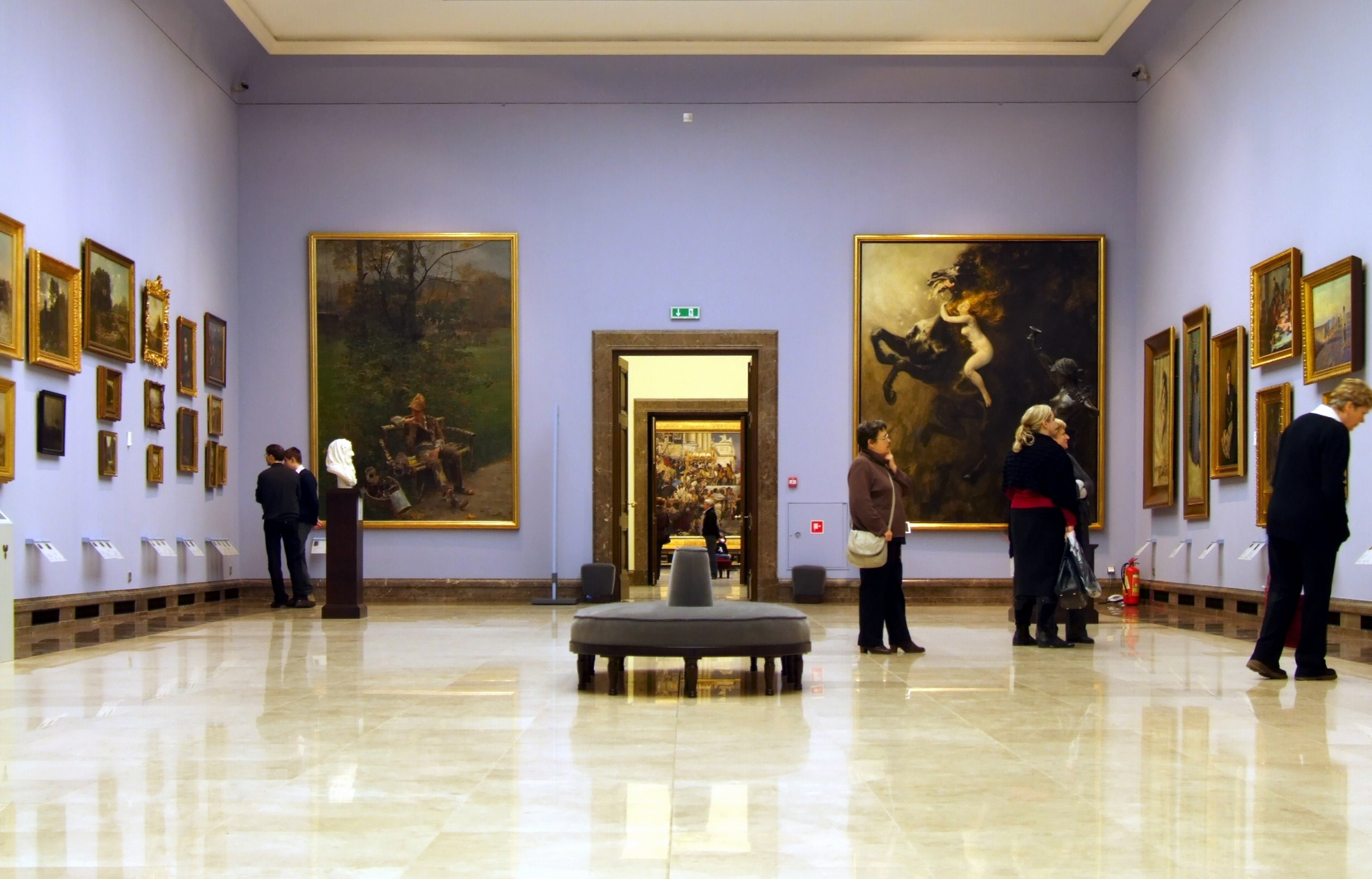
Phòng Chełmoński